# Gayniggers from Outer Space
Gayniggers From Outer Space is een korte sciencefictionfilm uit 1992. De maker, de Deense cineast en DJ Morten Lindberg (ook bekend onder het alias Master Fatman) probeerde met de film een satire te maken van zowel blaxploitation als sciencefictionfilms.

## Verhaal
De film vertelt over de avonturen van de bemanning van het ruimteschip Ringmusculaturus II, een groep intergalactische homoseksuele zwarte mannen. Afkomstig van de planeet "Anus" belanden ze op Aarde, en doen daar de schokkende ontdekking dat er daar vrouwen rondlopen.
Na wat ruggespraak met de president van de federatie van nichtenplaneten besluit men op onderzoek uit te gaan naar het verschijnsel. Al snel blijkt dat vrouwen opdringerige, zieke en kijvende wezens zijn die de stemming bederven en de mannen op aarde zelfs tot huilen brengen. Dat leidt de Anusianen tot een radicale stap: alle vrouwen worden met laserwapens geëlimineerd. Alle mannen op aarde betonen daarvoor hun oneindige erkentelijkheid aan de Anusianen. Aan het einde van de film, die als zwart-witfilm begon, wordt de verlossing aangegeven doordat men opeens op kleur overgaat. De Anusianen laten een ambassadeur achter, die de mannen op het juiste, homoseksuele levensspoor moet helpen.

## Rolbezetting
| Acteur           | Personage             | Beschrijving                                                         |
| ---------------- | --------------------- | -------------------------------------------------------------------- |
| Coco P. Dalbert  | ArmInAss              |                                                                      |
| Sammy Saloman    | Capt. B. Dick         | een ervaren en wijze leider                                          |
| Gerald F. Hail   | D. Ildo               | een expert op het vlak van genetische manipulatie                    |
| Gbatokai Dakinah | Sgt. Shaved Balls     | een boordwerktuigkundige die vele jaren met Kapitein B gediend heeft |
| Konrad Fields    | Mr. Schwul            | de Duits-sprekende hoofdwerktuigkundige                              |
| Dan Hartzman     | De nichtenambassadeur |                                                                      |